# ブリッジポート大学
ブリッジポート大学（英語: University of Bridgeport）は、アメリカ合衆国コネチカット州の ブリッジポートにある私立大学である。ロングアイランド湾に面した市の南部にキャンパスがある。
学士課程、大学院課程（修士/博士）、専門職学位課程(博士)が設けられている。US News and World Report - Best Colleges 2018 によれば、14%の学生が留学生であり、アメリカ北東部で3番目に留学生の在籍率が高い大学として知られている 。在籍学生数は2016年の秋学期で5,658人である　（学部生2,941人と大学院生2,717人）。
1991-92年には、アメリカの高等教育機関としては最も長期にわたるストが発生し、財政的に不安定になった。この問題を解決するために、ブリッジポート大学は世界平和統一家庭連合(統一教会)の文鮮明が創設した世界平和教授アカデミーからの支援を受け入れることを決めた。以来、大学は世界平和教授アカデミーからの多額の資金援助を受け、奇跡的な復活を遂げた。

## 概要
1927年、Everett Cortright博士によりJunior College of Connecticutという名前でアメリカ北東部では最初の短期大学として出発した。学校の発展に伴い1947年、ブリッジポート大学 (University of Bridgeport)に改組された。1951年には修士課程がはじまり、1979年には博士課程が開設された。現在ブリッジポート大学は14の教育機関・研究機関によって構成されている。
歯科衛生学群
ブリッジポート大学の歯科衛生学部（The Fones School of Dental Hygiene）はAlfred Civilion Fones博士によって1913年に設立され、1949に正式のブリッジポート大学の歯科衛生学部となった。The Fones School of Dental Hygieneは世界の歯科衛生学の為の最初の学校である。世界の歯科衛生運動の先駆者として学部を設立したFones博士その名を取り、The Fones School of Dental Hygieneという学部の名前が出来た。
1991年には、総合大学の学部としてはアメリカで初のカイロプラクティック学部(College of Chirppractic), カイロプラクティック専門職学位課程（Doctor of Chiropractic - D.C.）が設立され、1996年には、自然療法医学専門職学位課程(Doctor of Naturopathic Medicine - N.D.)が新設された。ブリッジポート大学の自然療法医学部はアメリカで正式認可を受けている六つの自然療法医学大学の一つである。
看護学群
2015年度にはブリッジポート病院付属看護大学(Bridgeport Hopspital School of Nursing)がブリッジポート大学に合併される事によって、看護学部 (School of Nursing)が出来た。ブリッジポート病院付属看護大学は1884年に開校した、アメリカにおいて一番古い歴史を持つ15の看護大学の一つであり、コネチカット州では一番長い歴史を持つ看護大学である。
2016年度には、東洋医学博士課程（Doctor of Traditional Chinese Medicine - DTCM）と保健医学博士課程（Doctor of Health Sciences – D.H.SC）が出来た。
ブリッジポート大学はカイロプラクティック、自然療法医学、東洋医学や保健医学などの専門職博士課程、栄養学修士課程、Physician Assistant 修士課程、デンタル衛生学　学士・修士課程、東洋医学-針の修士課程、中医学(漢方)修士課程、保健医療学 (Health Sciences) 学士課程と共にMedical Laboratoty Sciencesの学士課程まで提供することによって、代替医学 (Alternative Medicine) および保健医療分野において中心地となっている。
デザイン学群
1948年始まり、歴史を持つ産業デザイン専攻と共にインテリアデザイン、グラフィックデザイン、グラフィックデザイン: ニューメディアデザイング専攻の学部デザインプログラムを提供している。修士課程にはデザイン マネージメント専攻がある。2010年にはブリッジポート大学の国際経営学科を卒業した日本人の赤津慎太郎の大学発展への貢献が認められ、その名を取り、デザイン学部の名称をShintaro Akatsu School of Design （SASD) at the University of Bridgeport (ブリッジポート大学の赤津慎太郎デザイン学部)にした。
工学群
2006年にはコンピューターサイエンスとエンジニアリングの博士課程 (Ph.D. in Computer Science and Engineering)、2013年にはテクノロジーマネジメントの博士課程(Ph.D. in Technology Management)が開設された。American Society for Engineering Education　(ASEE)が2008年6月20日に発表したProfiles of Engineering and Engineering Collegesによればブリッジポート大学の工学部、大学院修士課程は1,175人の大学院生が在学するアメリカのニューイングランド地域で一番大きい規模の大学院修士課程となっている。ASEEの発表によれば2番目はマサチューセッツ工科大学(MIT)で1,085人の修士課程大学院生が在学している。
公共・国際政策学群
学部課程には国際政治経済および外交学、言論学、武道学、Criminal Justice and Human Security,　社会科学、宗教と政治学などの専攻がある。2008年には国際関係学関連のグローバル開発と平和学（Global Development and Peace）の修士課程が加わり、2013年にはグローバルメディアとコミュニケーション専攻と東アジアおよび環太平洋地域研究専攻の修士課程、201７年には刑事司法と人間の安全保障（Criminal Justice and Human Security）専攻の修士課程が出来た。
経営学群
経営学部（Ernest C. Trefz School of Business）は、トレフ・コーポレーションの社長であり、長年大学の理事を務めてきたErnest C. Trefzの名前が付けられている。経営学部のすべての学位プログラムは、コネチカット州高等教育省と、ニューイングランド大学連盟（NEASC）の認可を受けてる。さらに、ビジネススクールの三大認定機関の一つであるACBSPより認定を受けている。

## 専攻科目
- 経営学部 (School of Business)
  - 学士: 経営学、国際経営学、会計学、財政学、マーケティング
  - 大学院 修士 : 財政学、Analytics and Systems、MBA (MBAの中から、経営、国際経営、アナリチックス　インテリジェンス、会計、財政、マーケティング、人事管理などの専攻を選ぶ事が出来る)
- 公共および国際政策学部 (College of Public and International Affairs)
  - 学士 : 国際政治経済および外交学、政治学、マス - コミュニケーション (言論、広告、コミュニケーション専攻)、刑事司法 （Criminal Justice and Human Security）、宗教と政治 (Religion and Politics)、武道学、社会科学
  - 大学院 修士 : グローバル開発と平和学、東アジアと環太平洋研究学、グローバルメディアとコミュニケーション, 刑事司法 （Criminal Justice and Human Security）
- 工学部 (School of Engineering)
  - 学士 : コンピューターサイエンス、コンピューターエンジニアリング、電気工学、機械工学
  - 大学院 修士 : コンピューターサイエンス、コンピューターエンジニアリング、機械工学、電気工学、バイオ メディカル エンジニアリング (Bio-Medical Engineering)、テクノロジーマネジメント、
  - 大学院 博士 : コンピューターサイエンスとエンジニアリング(PH.D.)、テクノロジーマネジメント(PH.D.)
- デザイン学部 (Shintaro Akatsu School of Design - SASD)
  - 学士 : 産業デザイン、インテリアデザイン、グラフィックデザイン、グラフィックデザイン: ニューメディアデザイン
  - 大学院 修士 : デザイン マネージメント
- 教育学部 (School of Education)
  - 大学院 修士 : 教育学
  - 専門職学位(博士) : 教育学 博士課程(Doctor of Education)
- 看護学部 (School of Nursing)
  - 学士 : 看護学
- 健康科学部 (保健医学) (Devision of Heanth Sciences)
  - 学士 : デンタル衛生学、Health Sciences、Medical Laboratory Sciences
  - 大学院 修士 : デンタル衛生学、栄養学、東洋医学-針、東洋医学-漢方, 東洋医学-Traditional Chinese Medicine (TCM)、Physician Assistant (PA)
  - 専門職学位(博士) : 保健医学 博士課程（Doctor of Health Sciences – D.H.SC）、 カイロプラクティック 博士課程 (Doctor of Chiropractic)、自然療法医学 博士課程 (Doctor of Naturopathic Medicine)、東洋医学 博士課程（Doctor of Traditional Chinese Medicine - DTCM)
- 人文自然科学学部 (School of Arts and Sciences)
  - 学士 : 心理学、福祉学、文学と文明、音楽 (音楽教育、音楽経営)、生物学、数学、英語学、ファッション・マーチャンダイズ
  - 大学院 修士 : カウンセリング、生物学
- 大学付属の語学学院 (English Language Institute): 条件付入学 (Conditional Acceptance)

## 認可
- Board of Governors of the Connecticut Department of Higher Education
- New England Association of Schools and Colleges　(NEASC)
- Council of Dental Education of the American Dental Association
- Accreditation Board for Engineering and Technology (ABET)
- Accreditation Commission for Acupuncture and Oriental Medicine (ACAOM)
- Council on Chiropractic Education
- Council on Naturopathic Medical Education
- National Association of Schools of Art and Design (NASAD)
- Association of Collegiate Business Schools and Programs (ACBSP)

## 卒業生
- Frederick A. Deluca（フレッド・A・デルカ） - アメリカ最大フランチャイズチェーンの「サブウェイ(SUBWAY)」社の創始者兼社長
- Ellen Alemany - アメリカの「ロイヤルバンク・オブ・スコットランド (Royal Bank of Scotland)」グループの社長。US Banker誌が選定するアメリカ金融界で最も強い影響力を持つ25人の女性(25 Most Powerful Women in US Banking) の中の一人。
- Marian Heard - Oxen Hill PartnersのPresident兼CEO。CVS社とLiberty Mutual社のBoard of Directors。Points of Light FoundationのFounding President兼CEO。BostonとNew EnglandのUnited WayのPresident兼CEO歴任。 ClintonとBush大統領が共同に議長になっていた“Presidents’ Summit for America’s Future”のPresident兼CEO歴任。
- Ivan Barbalic - ボスニア・ヘルツェゴビナ共和国の国連大使
- Dennis Walcott - ニューヨーク市の副市長
- Joseph Ganim - Connecticut州のBridgeport ブリッジポート市　市長
- Raymond Baldwin - Connecticut州のTrumbull市　市長
- Michael Jarjura - Connecticut州のWaterbury市　市長
- Michael Laude - 「ボーズ・コーポレーション」のデザイン センター長、Red dot design award : design team of the year 2008受賞
- James P. Kimak - KimakDesignの社長。CNBC.comのCreative Director。NBC.comのArt Director
- Lee Harry - ハリウッドで映画・テレビ番組などの予告編を製作する会社であるBuddha Jones Trailers社のオーナー： スーパーマン リターンズ(Superman Returns)、13日の金曜日(Friday the 13th)、X-ファイル(X-Files)、カンフー・パンダ(Kung Fu Panda)、ファンタスティック・フォー(Fantastic Four)などの映画の予告編を製作した
- Russell Landau - 音楽家/作曲家。Survivor, Fear Factor, Pirate Masterなどの映画や放送の背景音楽の作曲で知られている。Pirate Masterの背景音楽で2008年Emmy賞受賞
- Arnold Shupack - Sony Picture Studiosの社長, MGM Studiosの筆頭副社長歴任
- Howard Abner - Abner、Herrman & Brook社（Asset Management会社）の創始者兼会長
- Bill Manning - アメリカメジャーリーグサッカー（Major League Soccer、MLS）でソルトレイクシティをホームタウンとして持つレアル・ソルトレークチームのPresident
- マヌート・ボル（Manute Bol） - NBA史上最長身長(231cm)で、1986年と1989年にNBAのブロックショット王となった
- ゴードン・ジェームス（Gordon James） - 2007年日本プロバスケットボールリーグ「bjリーグ」の埼玉ブロンコスで活躍しリバウンド王となった
- Jerry Penacoli - 俳優・記者・アンカーマン。エミー賞6回受賞
- John Rassias:　アメリカのDartmouth大学の言語学教授、Fulbright scholarである。言語教育において世界的に研究されているThe Rassias Method（the Dartmouth Intensive Language Model）を始めた人。Dartmouth大学にはThe Rassias Centerがある。